# Михалковичи
Михалковичи — новгородский боярский род, представители которого были посадниками и играли значительную политическую роль в жизни Новгорода во второй половине XII — середине XIII века. Представляли боярскую политическую группировку Прусской улицы, которая состояла в постоянных сношениях с киевскими и смоленскими Ростиславичами из генеалогической линии старших Мономаховичей. Неоднократно были лишены посадничества в результате восстаний. Только Степану Твердиславичу удалось править долго (почти 13 лет) и умереть посадником. При посадничестве Степана был заключён союз между боярами и князем, в результате чего управление Новгородом было обоюдным. Михалковичи, помимо государственных дел, занимались строительством церквей на Прусской улице. Твердислав удостоился быть похороненным в Аркажском монастыре св. Богородицы, а его сын Степан в Софийском соборе в Новгороде.

## Представители рода
- Михалко Степанич (старший) — новгородский посадник в 1176—1177, 1180—1184, 1186—1189 и 1204—1205 годах.
  - Твердислав Михалкович — новгородский посадник в 1207—1210, 1214—1215, 1216—1219 и 1219—1220 годах.
    - Степан Твердиславич — новгородский посадник в 1230—1243 годах.
      - Михалко Степанич (младший) — новгородский посадник в 1255—1256 годах.

  - Фёдор Михалкович — посадник в Русе на 1224 год.